# Спортінг Канзас-Сіті
Спортінг Канзас-Сіті (англ. Sporting Kansas City) — професіональний футбольний клуб, що базується у Канзас-Сіті (Міссурі, США). Грає у Major League Soccer – вищому футбольному дивізіоні США і Канади. До 2010 року мав назву Канзас-Сіті Візердз. Є одним з десяти клубів, що грали в МЛС в першому сезоні після заснування. Канзас-Сіті двічі ставав чемпіоном МЛС і один раз виграв Supporters' Shield – нагороду для переможця регулярного чемпіонату.

## Історія
Команду МЛС в Канзас-Сіті заснував Ламар Гант. Перший сезон у лізі – 1996 – команда мала назву Канзас-Сіті Віз (Kansas City Wiz). Домашні матчі команда проводила на стадіоні для американського футболу – Ерроухед Стедіум. Після завершення першого сезону назва змінена на «Канзас-Сіті Візердз» («Чарівники»). Клуб виходив у плей-оф в перші два сезони під керівництвом головного тренера Рона Ньюмена, після чого два сезони поспіль була останньою у Західній конференції.
У першому повному сезоні (2000) з новим головним тренером Бобом Генслером «Канзас-Сіті» посів перше місце у регулярному чемпіонаті, здобувши перший свій трофей – Supporters' Shield. У плей-оф команда також виступила успішно і виграла Кубок МЛС, у фіналі здобувши перемогу над «Чикаго Файр». Ключовими гравцями чемпіонського складу були: данський нападник Міклош Мольнар (12 голів у регулярному сезоні та 5 з 8 голів команди у плей-оф), воротар Тоні Меола, захисник Пітер Вермес.
Протягом наступних чотирьох сезонів з 2001 по 2004 «Візердз» не здобув жодного з головних трофеїв МЛС, проте виступав успішно. Кожного року команда виходила у плей-оф, а у 2004 році виграла регулярний чемпіонат у Західній конференції та дійшла до фіналу Кубка МЛС, де поступилася «Ді Сі Юнайтед» 2:3. Також у 2004 році «Канзас-Сіті Візердз» вперше виграв Відкритий кубок США. У 2002 році команда була учасником Кубка чемпіонів КОНКАКАФ, де пройшла два раунди, але у півфіналі поступилася мексиканському «Монаркас Морелія».
Через розширення ліги з 2005 року «Канзас-Сіті» був переміщений до Східної конференції. Крім цього, по завершенні сезону 2004 року Ламар Гант оголосив, що виставляє команду на продаж. У серпні 2006 року компанія «OnGoal» – група місцевих інвесторів – придбала у компанії Ламара Ганта права на «Канзас-Сіті Візердз» за суму близько 20 мільйонів доларів. Нові інвестори зобов'язалися перед МЛС вкласти 200 мільйонів доларів в розвиток футболу в місті, передусім в будівництво нового стадіону. Протягом сезонів 2005 і 2006 команда не виходило до плей-оф. Боб Генслер був звільнений в середині сезону 2006 і в листопаді 2006 новим головним тренером призначений Курт Оналфо.
В сезоні 2007 року Оналфо вивів «Канзас-Сіті» в плей-оф (8 місце в регулярному чемпіонаті), де команда у фіналі Західної конференції поступилася Х'юстон Динамо. Нападючий Едді Джонсон став одним з найбільш результативних гравців регулярного чемпіонату (15 голів + 6 передач). У 2007 році «Візердз» відіграв останній повний сезон на «Ерроухед Стедіум». Середня відвідуваність домашніх матчів була найнижчою в лізі – 10686. В наступні три сезони домашні матчі «Канзас-Сіті» проводив на бейсбольному стадіоні «CommunityAmerica Ballpark», що у передмісті Канзас-Сіті (штат Канзас). Протягом цього часу планувалось збудувати новий стадіон у Канзас-Сіті (Міссурі). Проте через труднощі, пов'язані з фінансовою кризою 2008–2009 років, будівництво було перенесене до Канзас-Сіті (Канзас) неподалік «CommunityAmerica Ballpark». Будівництво розпочалося у січні 2010 року.
Ці три сезони «Канзас-Сіті Візердз» відіграв невдало, лише одного разу (2008) вийшовши у плей-оф і програвши у півфіналі Східної конференції «Коламбус Крю». З листопада 2009 року головним тренером команди став Пітер Вермес – чемпіон МЛС 2000 року у складі «Канзас-Сіті».

## Здобутки
- Кубок МЛС
  - Переможець (2): 2000, 2013
- Supporters' Shield
  - Переможець (1): 2000
- Відкритий кубок США
  - Переможець (3): 2004, 2012, 2015
- Конференції
  - Переможець Плей-оф Західної конференції (2): 2000, 2004;
  - Переможець Плей-оф Східної конференції (1): 2013
  - Переможець Західної конференції Регулярному сезоні (3): 1997, 2000, 2004
  - Переможець Східної конференції Регулярному сезоні (2): 2011, 2012
- Інші трофеї
  - Нагорода МЛС за чесну гру (4): 1998, 2002, 2005, 2006